# Долина Цариць

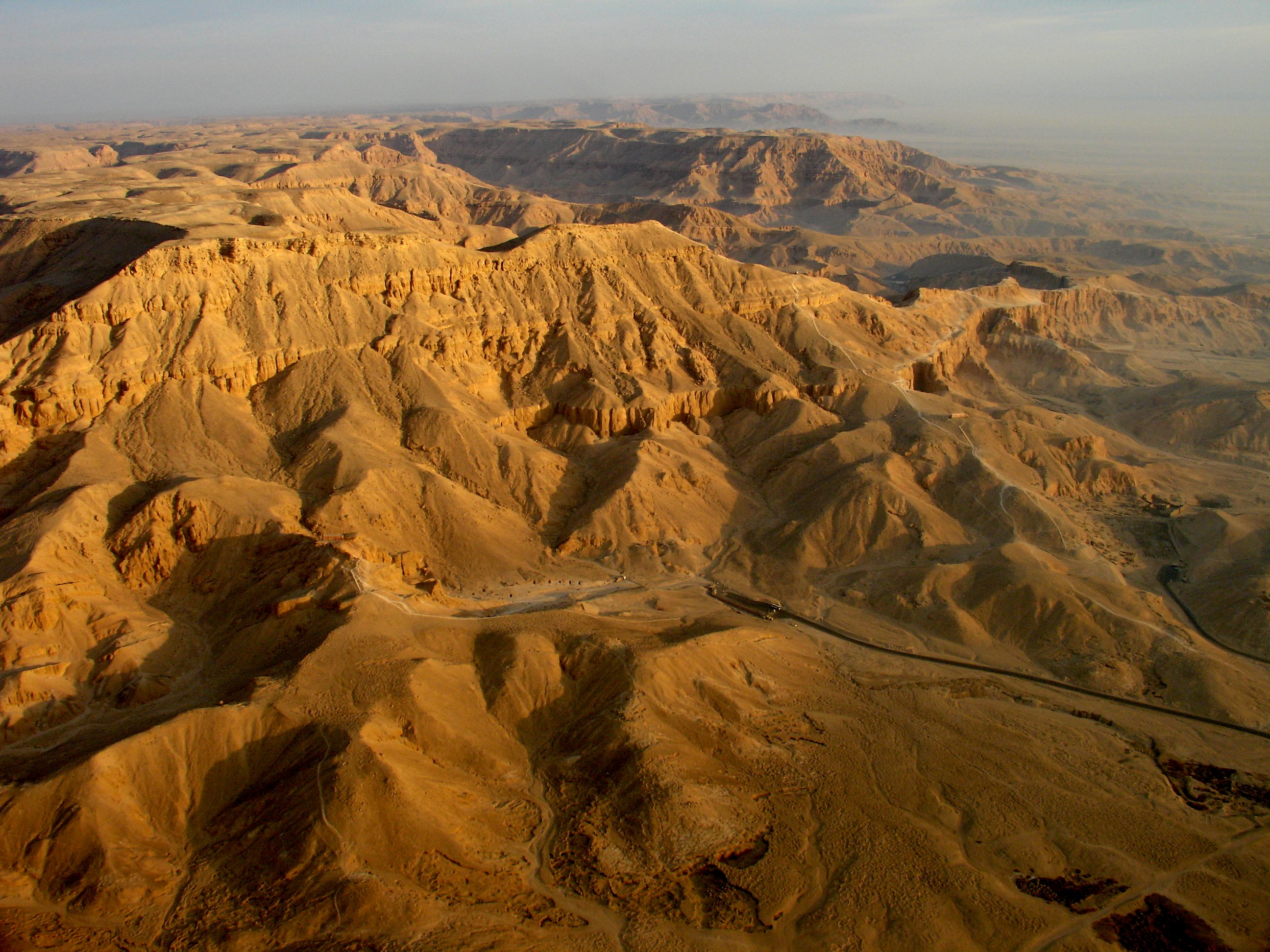
Вид на Долину цариць

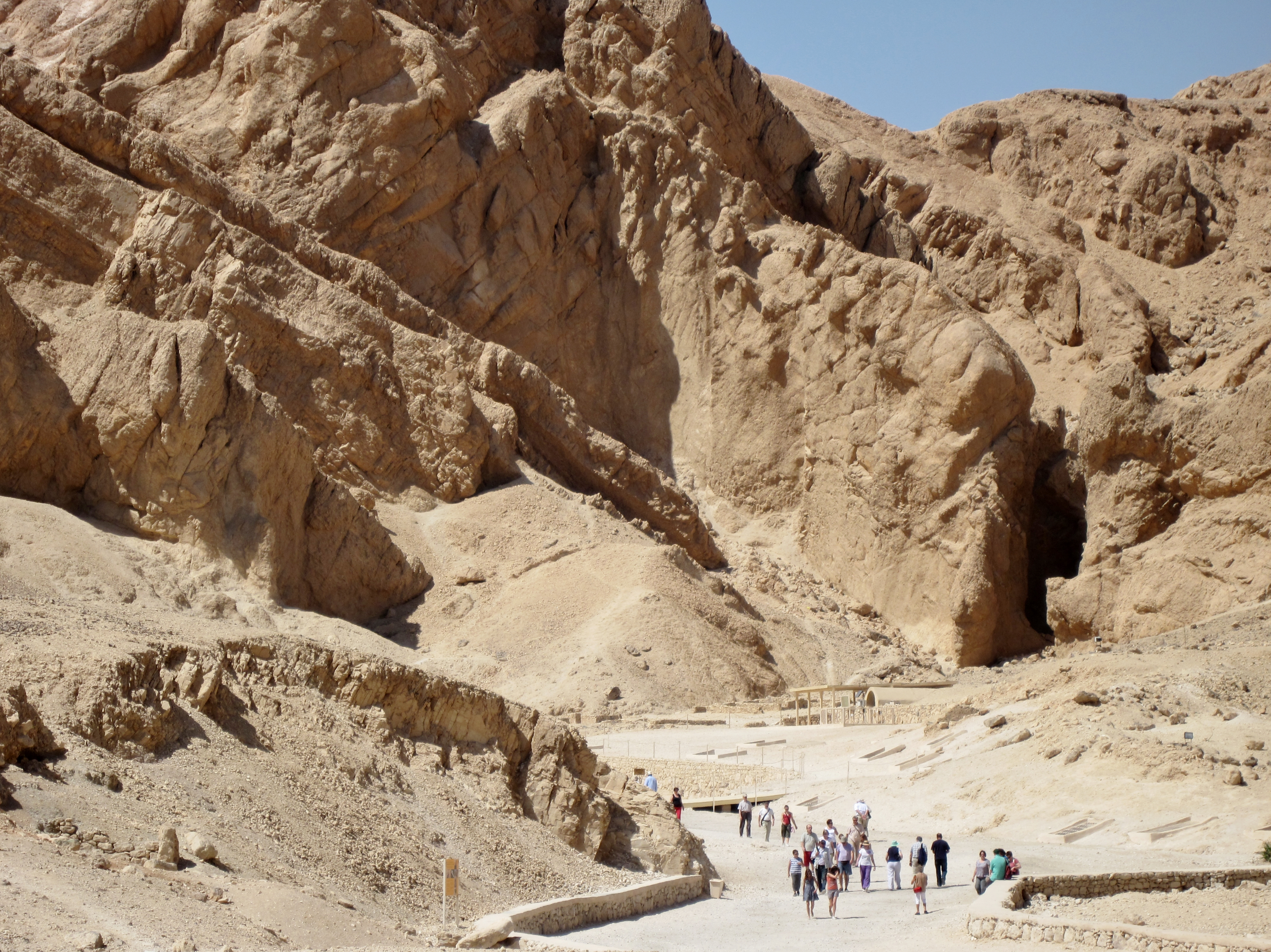
Вид на Долину цариць

Долина цариць (Біба ель-Харім; відома в давнину як «долина дітей фараона») — археологічна зона на західному березі Нілу, поруч з долиною Царів, на протилежному березі від Луксора (стародавні Фіви).
У долині було відкрито до 70 висічених в скелі гробниць дружин і дітей фараонів, а також жерців і вельмож. Усі поховання відносяться до 18-ї, 19-ї або 20-ї династій (бл. 1550–1070 до н. е.). Більше за інших вражає гробниця дружини Рамсеса Великого, Нефертарі, в якій чудово зберігся великий комплекс кольорового фрескового живопису. 

## Галерея

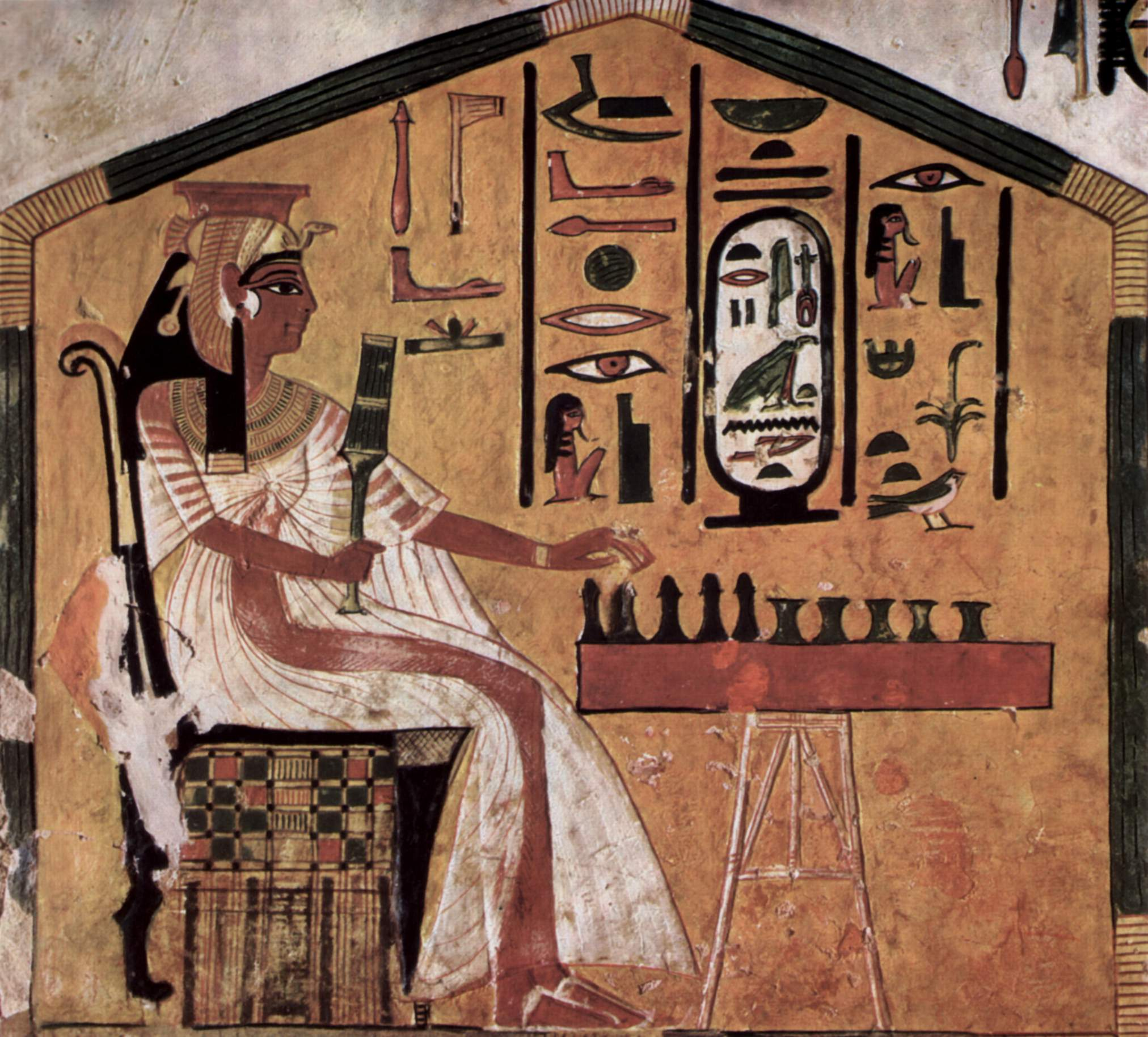
Нефертарі
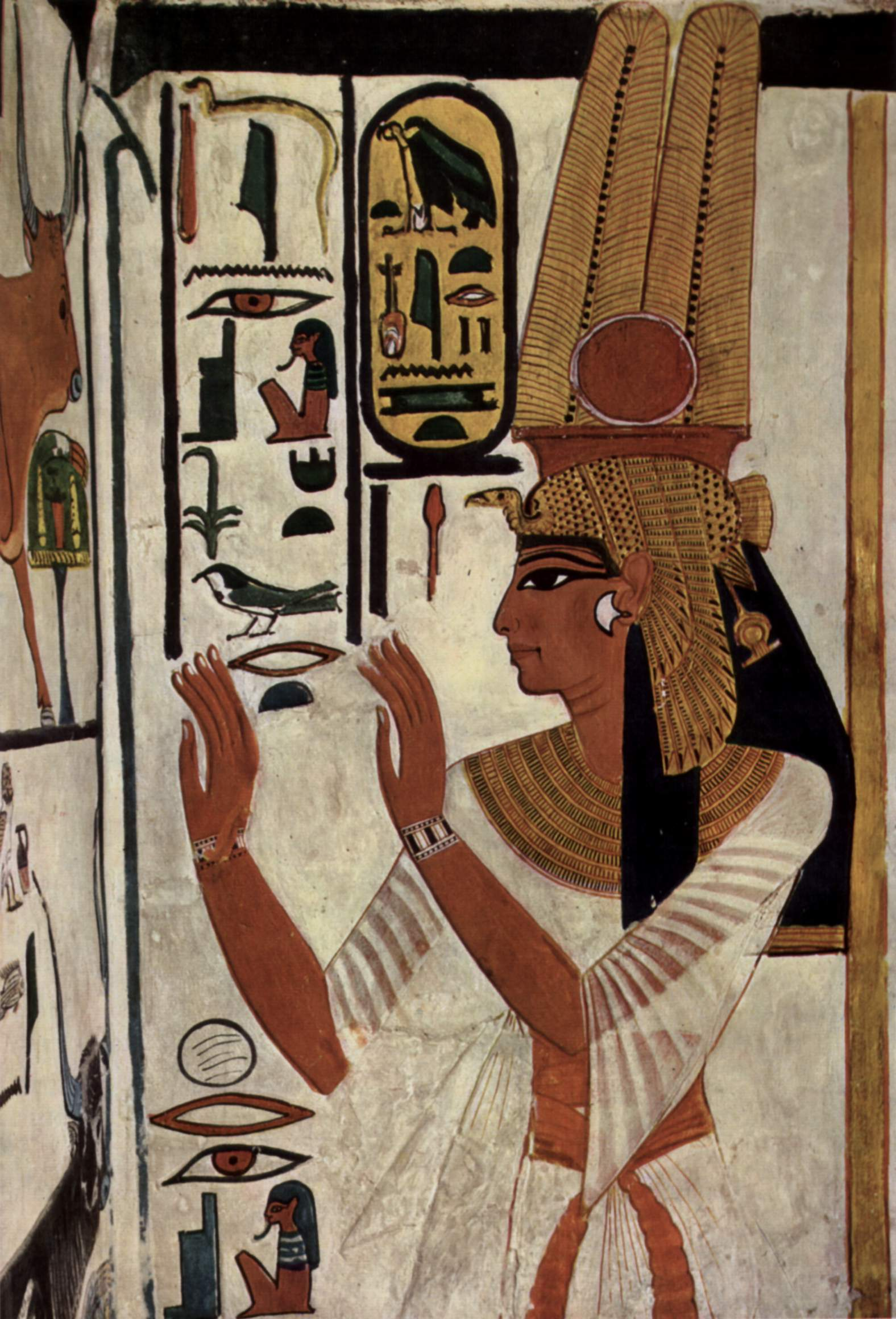
Нефертарі
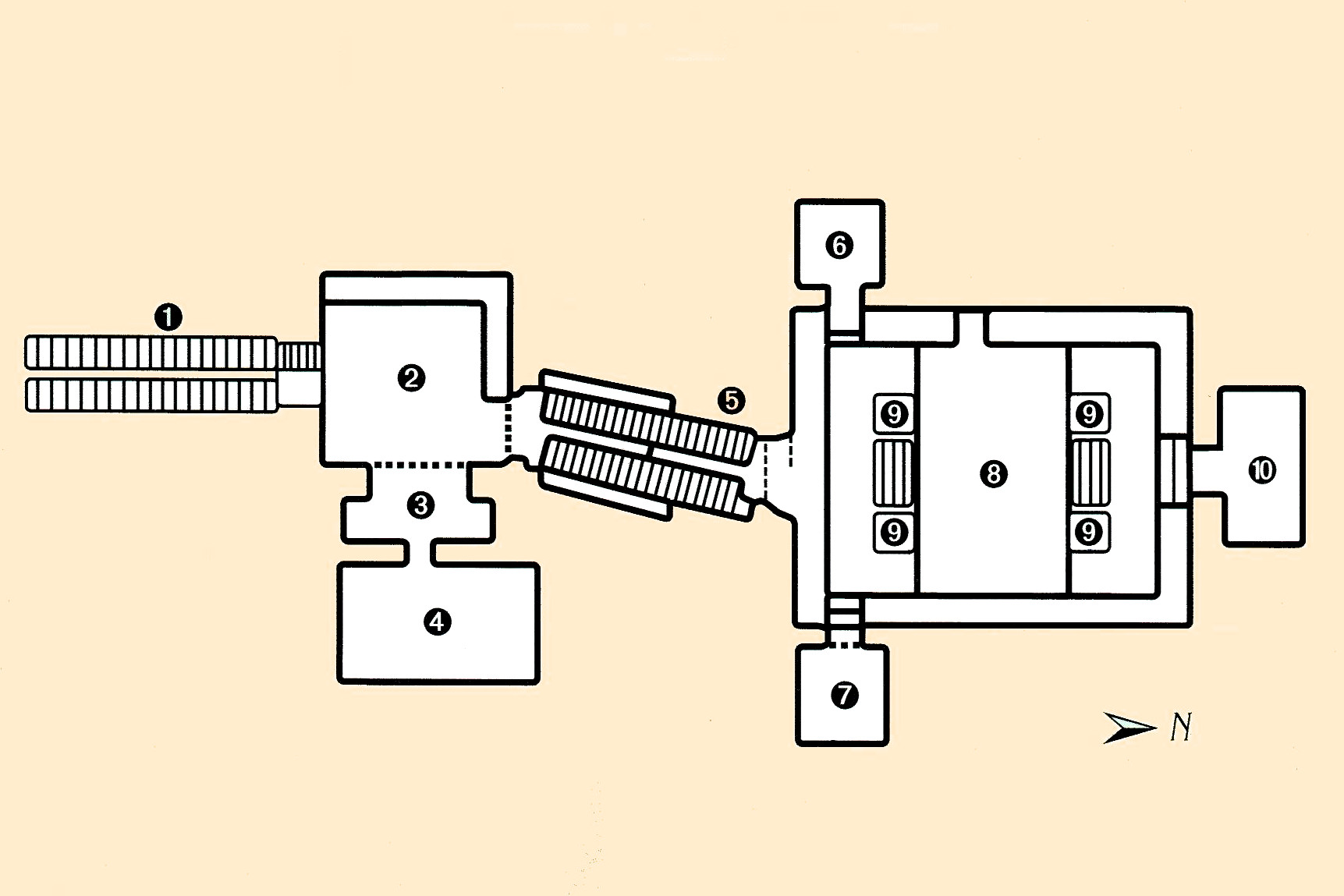
Гробниця Нефертарі
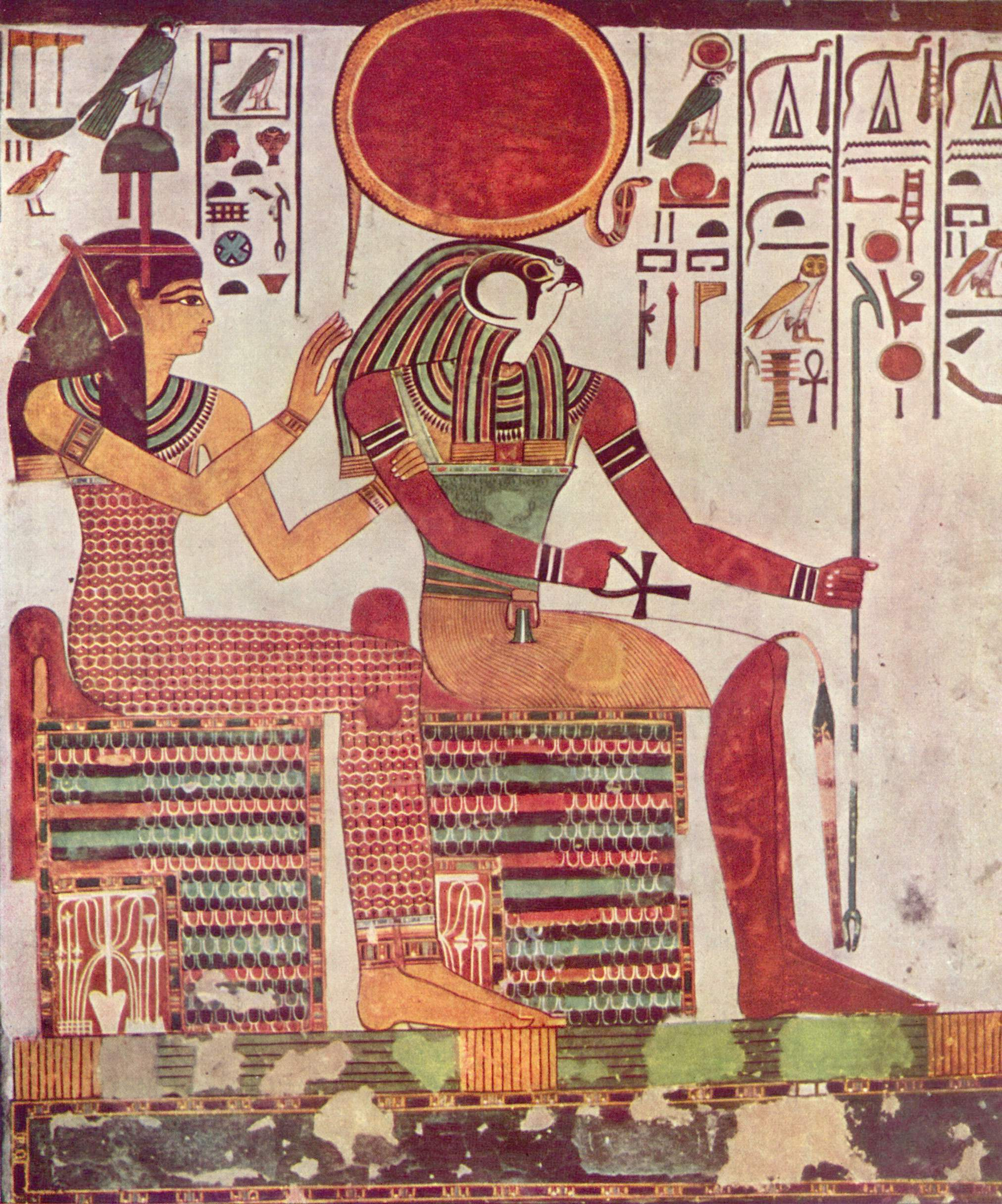
Гробниця Нефертарі
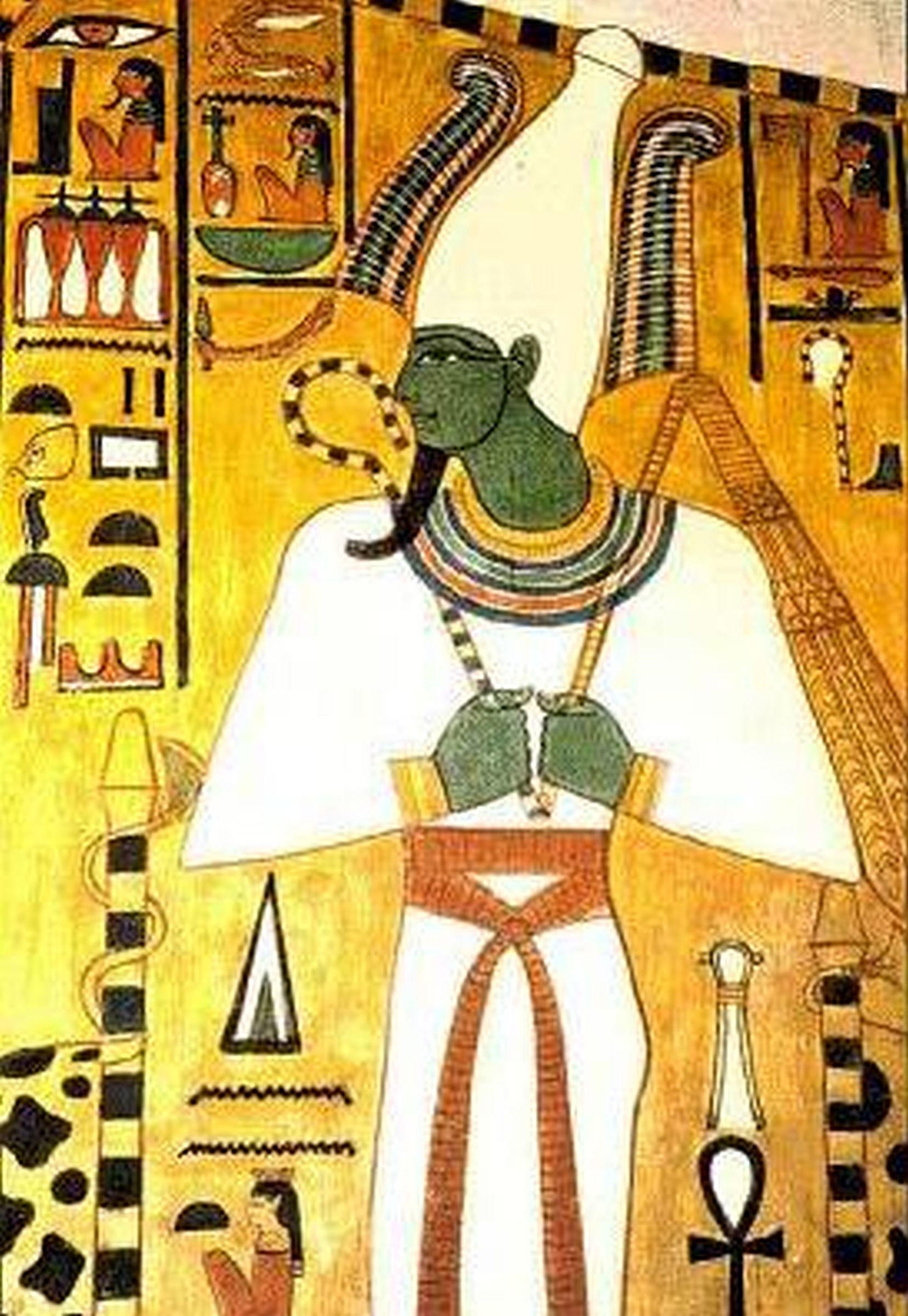
Осиріс, гробниця Нефертарі